# Diego Capel
Diego Ángel Capel Trinidad (* 16. Februar 1988 in Albox) ist ein spanischer Fußballspieler, der seit 2019 beim FC Birkirkara unter Vertrag steht.

## Spielerkarriere
Der gebürtige Andalusier Diego Capel begann seine Profikarriere beim FC Sevilla, wo er 2004 sein Debüt in der ersten Mannschaft gab. Mit der spanischen U-20-Nationalmannschaft nahm er an der Junioren-Fußballweltmeisterschaft 2007 in Kanada teil. Dort traf er im ersten Spiel zum 2:2 in der Nachspielzeit gegen Uruguay. Sein erstes Tor für den FC Sevilla in der Primera División erzielte er am 9. Februar 2008 im Heimspiel gegen den FC Barcelona. In diesem Jahr absolvierte Capel unter Vicente del Bosque gegen Dänemark und Bosnien und Herzegowina auch seine bisher einzigen beiden Länderspiele für die spanische A-Nationalmannschaft. In der Saison 2009/10 gewann Diego Capel mit Sevilla unter Trainer Antonio Álvarez die Copa del Rey. 2011 wurde er mit Spanien unter Luis Milla U-21-Europameister.
Im Juli 2011 wechselte Capel zum portugiesischen Traditionsverein Sporting Lissabon. Im August 2015 wurde er zum CFC Genua in die italienische Serie A transferiert. Dann folgten weitere Stationen beim RSC Anderlecht und Extremadura UD. Seit 2019 seht er auf Malta beim FC Birkirkara unter Vertrag.

## Erfolge
- UEFA-Pokal-Sieger: 2006, 2007
- Spanischer Superpokalsieger: 2007
- Spanischer Pokalsieger: 2010
- U-21-Europameister: 2011
- Portugiesischer Pokalsieger: 2015
- Belgischer Meister: 2017